# Camphersulfonsäure
Camphersulfonsäure, häufig auch als CSA (von englisch Camphorsulfonic acid) abgekürzt, ist eine Organoschwefel-Verbindung und, wie alle Sulfonsäuren, eine relativ starke Säure. Sie ist ein farbloser Feststoff und löslich in vielen organischen Lösungsmitteln. Camphersulfonsäure findet Anwendung als organische Säure aber auch als  enantiomerenreine Verbindung zur  Racematspaltung von  chiralen Aminen und anderen basischen Verbindungen in Form von ihren Salzen.
Die (1S)-(+)-Campher-10-sulfonsäure oder deren Ammoniumsalz wird zur Kalibrierung einiger CD-Spektrometer eingesetzt.

## Synthese
Die Camphersulfonsäure ist kommerziell erhältlich oder durch Sulfonierung von Campher mit Schwefelsäure in Acetanhydrid als Lösungsmittel herstellbar. Der Reaktionsmechanismus verläuft wahrscheinlich nicht über eine direkte Funktionalisierung der unaktivierten Methylgruppe, sondern über mehrere Teilschritte. Protonierung des Ketons induziert eine retro-semi-Pinakol-Umlagerung. Das daraus resultierende Carbokation kann zu einer exo-Methylengruppe deprotoniert werden, welche im nächsten Schritt von einem Elektrophil nicht bekannter Struktur ({\displaystyle {\ce {HSO3+}}} oder {\displaystyle {\ce {H3SO4+}}} sind möglich) angegriffen wird. Das resultierende Carbokation reagiert in einer weiteren semi-Pinacol Umlagerung und abschließender Deprotonierung zur Camphersulfonsäure.